# 钱端升
钱端升（1900年2月25日—1990年1月21日），字寿朋，男，上海人，中国法学家、政治学家、教育家。北京政法学院（今中国政法大学）第一任院长。中国现代政治学和比较宪法研究的开创者之一。

## 生平
1900年出生於江蘇省松江府（今上海縣錢家塘）。5歲開始學於私塾，接受傳統啟蒙教育。1910年夏就讀於上海敬業學堂，後轉入養正學堂。1912年冬畢業，1913年春考入江苏省立第三中学。1916年秋，轉學入私立上海南洋中学，插班五年紀。
1917年8月，考入北京清华留美预备学堂。1919年，錢端升也參與了五四運動，6月3日，清華學生進城遊行宣傳，被捕關押在北京大学直到6月8日回校，8月畢業后赴美国留學，插班入北达科他州立大学政治學系四年級。1920年春畢業，暑期入密歇根大學政治系，9月轉入哈佛大学研究生院学习。1922年6月，獲碩士學位。1924年11月，完成博士學業，博論為《议会委员会——比较政府研究》。
1925年春，藉由校長介紹到歐洲遊學，夏季被授予博士學位。5月回国，秋任清華學堂講師。1925年，清華大學部成立，結識吳宓。同年秋改辦大學，錢端升升任歷史系教授。1926年4月28日，成立政治學系，任教授。
1927年1月，在北大兼任教授。春夏之交，奉系入關，錢端升南下任教国立中央大学，并在《现代评论》雜誌连续发表评论，主張废除领事裁判权，归还租界。1929年秋，由於國立中央大學換校長的風波導致學潮，受郭廷以邀請，北上清華。1929年10月至1930年夏，錢端升短暫失業，翻译屈勒味林（G.M.Trevelyan）的《英国史》。1930年秋，回清华大学政治学系任教，并在北京大学兼课。
1934年初，由蔣廷黻推薦繼罗隆基任天津《益世报》主笔。9月，錢端升辭任主筆，年末，受國立中央大学校長羅家倫之邀返回中大法學院任教，並致力《民國政治史》的編撰。
1936年7月，返回北大任教。1937年9月13日，同胡適一起乘機南下香港，10月，到美國舊金山。1938年4月6日，前往英國。6月17日，被選為國民參政會參政員。9月，回國前往西南联合大学任教，並為《今日評論》雜誌供稿。
1937年至1949年，钱端升四次应邀到美国参加学术会议及讲学。其中，1947年10月至1948年，任哈佛大学客座教授，讲授《中国政府与政治》。1948年，當選為中央研究院第一屆院士。1948年11月，寄居在费正清家里的钱端升，闻知“国内解放战争进展十分迅速，形势发展令人快慰”，遂不顾友人挽留，多方设法回到中国。对于其千万百计回国的原因，美国学者恰末尔·约翰逊认为：“他所以留在大陆，是因为他希望能在国家未来的政治生活上大有作为。”回国后，返回北京大学任教。北平淪陷前夕，钱端升与中共地下党联系密切，並於儲安平主編的《观察》雜誌上發表社論。
1949年3月9日，钱端升曾給费正清写信：“以一个想要适应这个变动时代的中国人来说，我衷心赞赏这新秩序的创造者。虽然我自己……被误解。”5月，钱端升出任北京大学法学院院长。在自发地进行思想改造的同时，钱端升以社会科学界代表的身份，应邀参加了9月中国人民政治协商会议，后来为“说明人民政协的意义和记录人民政协的成果”，撰写了“统一战线·人民政权·共同纲领”一文。
1951年9月份开始，由北京大学校长马寅初发起，京津二十多所高校教师三千余人开展思想改造运动，开了知识分子改造运动的先河。1951年，钱端升参加了中央土地改革工作团，到四川大邑县现场观摩土地改革，回学校后，向北京大学政治系的师生谈了心得体会。1951年11月20日，钱端升在《光明日报》上发表了《为改造自己更好地服务祖国而学习》一文。
1952年院系调整，钱端升参与筹建北京政法学院，并担任第一任院长。同时，他还兼任外交学会副会长、对外友协副会长、世界和平理事会理事、外交部顾问。
1954年，被聘为全国人大宪法起草委员会顾问，参与起草《中华人民共和国宪法》。
1957年5月9日，根据中央的统一安排，北京政法学院党委邀请民主党派和党外人士举行座谈会，以揭发本院工作中，特别是党领导工作中的官僚主义、宗派主义和主观主义。全院揭开了整风运动的序幕。为了加强对整风的领导，北京政法学院成立了以院党委书记刘镜西等8人组成的整风办公室。“在整风运动期间，学院的一些教职工利用大字报等方式对学院党委的工作提出了尖锐的意见。” 在1957年5月29日的北京政法学院教授座谈会上，钱端升做了“批评三害”的发言。1957年6月，北京政法学院工会召开第四次代表大会期间，北京政法学院开始进入反右斗争阶段，此后不久，北京政法学院反右斗争全面展开，钱端升被划为“右派”。1957年6月21日新华社发布通稿，题为“首都法学界披荆斩棘搜索右派”，副标题 “以钱端升为首的小集团和一些右派分子躲藏不住了”。另外一篇关于钱端升的报道，大标题则直接指出“钱端升是政法学界的右派阴谋家”，辅以“妄图帮助罗隆基成立反社会主义的知识分子政党”的肩题，使得钱端升成为著名的“章罗联盟”的成员之一。北京政法学院的教师卢一鹏，亦撰写了一篇“政法界的右派大将——钱端升”。
1962年，高教主管部門要求已被打成「右派」的錢端升，組織幾個教師編譯一本教材《當代西方政治思想選讀》。文革時再次受到迫害，住所被紅衛兵佔據。
1973年，周恩来宴请缪云台时邀请钱端升作陪；之後，周恩来决定让钱端升出任外交部国际问题研究所顾问及法律顾问。
1978年，钱端升由于一只眼睛患静脉血栓，几乎失明，次年又罹患结肠癌。
1981年，任外交学院教授，同年加入中国共产党。
1990年1月21日，钱端升病逝。

## 主要著作
- 《法国的政治组织》（1930年）
- 《德国的政府》（1934年）
- 《法国的政府》（1934年）
- 《比较宪法》（1927年）
  - 《比较宪法》（1936年，与王世合著）
- 《民国政治史》（1939年）
- 《战后世界之改造》（1943年）
- 《中国政府与政治》（英文）（1950年，美国哈佛大学出版）
- 《民国政制史》（1939年，与萨师炯、郭登皞、杨鸿年、吕恩赖、林琼光、冯震等合著）